# Freienbach
Freienbach és un municipi del cantó de Schwyz, situat al districte de Höfe. En aquest municipi es troba Pfäffikon, que comparteix la capitalitat del districte amb Wollerau.